# Signau
Signau és un municipi del cantó de Berna (Suïssa), situat a l'antic districte de Signau i des de 2010 al Districte administratiu d'Emmental.